# 폐광

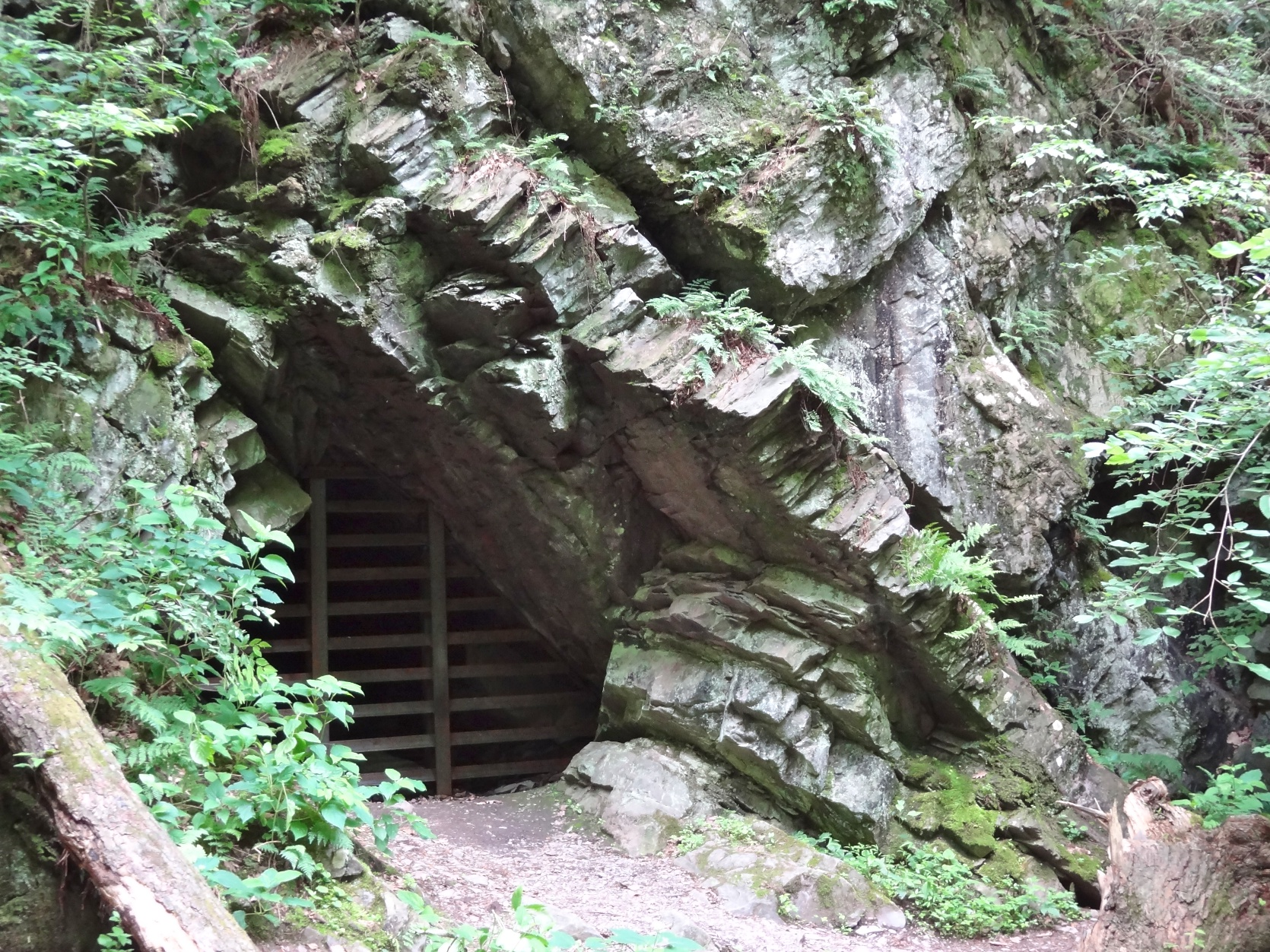
미국 뉴저지주의 구리광산

폐광(廢鑛, 문화어: 페광)은 더 이상 사용하지 않는 채광 또는 채석 작업을 말한다. 광산 기능 또는 부지의 개선 및 복원 비용을 조달할 책임 있는 주체가 없다. 이러한 광산은 일반적으로 방치되며 적절한 유지 관리 없이는 안전 위험을 초래하거나 환경 피해를 유발할 수 있다. 이 용어는 지하 갱도 광산 및 표류 광산을 포함한 모든 유형의 오래된 광산과 채석장 및 사금 채광을 포함한 표면 광산을 포함한다. 일반적으로 광산의 위험을 해결하는 비용은 공공/납세자/정부가 부담한다.
버려진 광산은 건강, 안전 또는 환경에 위험이 될 수 있다.

## 위험
버려진 광산에는 다음과 같은 많은 위험 요소가 있다.
- 침하 또는 무너지는 땅
- 블라스팅 캡 및 기타 폭발하지 않은 폭발물
- 오래된 광산에 축적되어 질식을 일으킬 수 있는 흑암
- 종종 덤불, 풀, 광산 입구 주변에서 자라는 다른 초목 아래에 숨겨져 있는 숨겨진 광산 통로
- 무너지기 쉬운 불안정한 지붕과 통로